# Jurmała

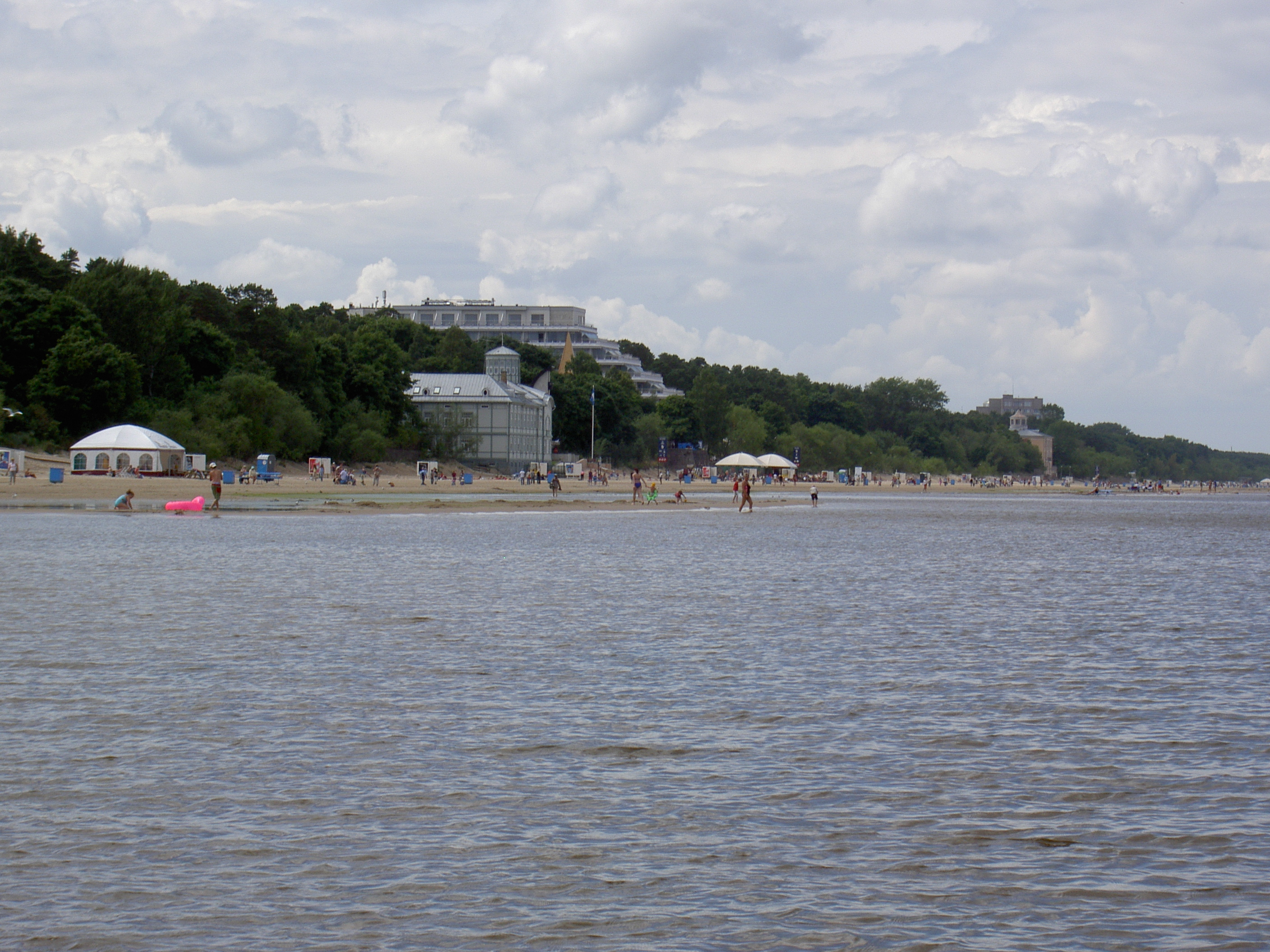
Plaża w Jurmale

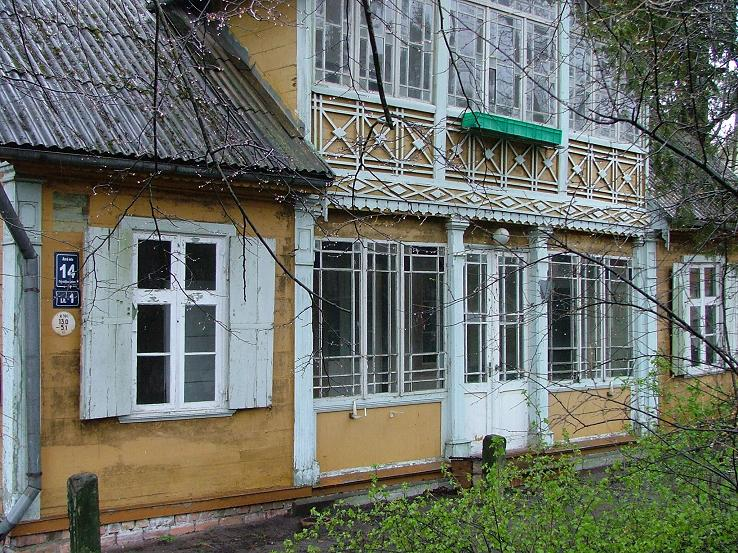
Stara zabudowa letniskowa

Jurmała (łot. Jūrmala, ros. Юрмала, niem. dawniej Rigastrand) – miasto w środkowej części Łotwy, na granicy Liwonii i Kurlandii, ok. 10 km na zachód od Rygi, nad Morzem Bałtyckim, znane uzdrowisko, położone między Zatoką Ryską i rzeką Lelupą, składające się z szeregu położonych obok siebie osiedli, głównie letniskowych, miasto wydzielone, 55 603 mieszkańców (2005).

## Historia
Znaczna część miasta Jurmała była dawniej częścią Rygi, jednak kilka mniejszych osiedli, jak Sloka czy Ķemeri posiadały status oddzielnych miast i osiedli o charakterze uzdrowiskowym. W okresie niemieckim Jurmała nosiła nazwę Riga-Strand. Uzdrowisko w tym miejscu powstało już w XVIII wieku, a w XIX wieku szybko się rozwinęło i  było bardzo popularne, m.in. wśród oficerów rosyjskiej armii, którzy przyjeżdżali tutaj na rehabilitacje po wojnie napoleońskiej 1812, wracając później w to miejsce ze swoimi rodzinami. Z Rygą łączyły już wówczas Jurmałę regularne kursy dyliżansowe. W 1834 r. wybudowano tu pierwszy hotel, a w 1881 r. zezwolono na wspólne kąpiele morskie kobiet i mężczyzn.
W okresie radzieckim Jurmała stała się jednym z najważniejszych ośrodków letniskowych i uzdrowiskowych w kraju. W 1959 nastąpiły duże zmiany administracyjne i okoliczne osiedla uzdrowiskowe zostały połączone w jedno miasto, nazwane Jūrmala, które z czasem zaczęło ściągać w sezonie letnim do 250 tys. gości. Miasto było regularnie odwiedzane przez oficjeli, m.in. Chruszczowa i Breżniewa. Z Rygą połączono je wielopasmową szosą - jedną z najnowocześniejszych w całym Związku Radzieckim. Po odzyskaniu niepodległości przez Łotwę Jurmała dalej przyciąga turystów głównie z Rosji i Białorusi. Zamożni Rosjanie nabywają tu także chętnie nieruchomości, których ceny należą do najwyższych na Łotwie.
W 2005 roku miastem wstrząsnęła afera korupcyjna Jūrmalgeita, w ramach której doszło do przekupstwa przy wyborze burmistrza. W wyniku prowadzonego śledztwa doszło do skazaniu kilku radnych. W maju 2010 roku w radzie miasta Jurmały miał miejsce kolejny skandal, który media nazwały „Jūrmalgeita 2”. Ówczesny burmistrz Jurmały Raimonds Munkevics i członek jego partii Normunds Pīrants zaoferowali łapówkę członkini rady Ivecie Blau w restauracji „Armēņu virtuve”. Obaj podejrzani zostali aresztowani, a Munkevics stracił stanowisko przewodniczącego rady. W styczniu 2014 roku sąd w Jurmale skazał Munkevicsa na cztery lata, a Pīrantsa na trzy lata więzienia.

## Turystyka
Jurmała nie posiada zwartej zabudowy, składa się z szeregu uzdrowiskowych osiedli, od zachodu na wschód są to: Ķemeri, Jaunķemeri, Sloka, Kauguri, Vaivari, Asari, Melluži, Pumpuri, Jaundubulti, Dubulti, Majori, Dzintari, Bulduri i Lielupe. Atutem turystycznym miasta jest czysta plaża, w Majori i Bulduri powiewa błękitna flaga oraz doskonale rozwinięta baza noclegowa, gastronomiczna i sanatoryjna. Miasto przyciąga również zabytkowym charakterem. Wiele budynków zostało zbudowanych z drewna, również w stylu secesji. W lipcu w Jurmale organizuje się festiwal muzyki popularnej Nowa Fala, przyciągający znanych wykonawców głównie z krajów byłego ZSRR ale także innych części świata. W miejscowości Ķemeri mieści się siedziba Parku Narodowego Ķemeru, na terenie którego można spotkać rzadkie okazy roślinności bagiennej i ptaków. Jurmała posiada dobre połączenia komunikacyjne z Rygą (bezpośredni szybki pociąg i liczne połączenia autobusowe), nieopodal położony jest międzynarodowy port lotniczy Ryga.

## Miasta partnerskie
- Anadia, Portugalia
- Eskilstuna, Szwecja
- Jakobstad, Finlandia
- Gävle, Szwecja
- Cabourg, Francja
- Połąga, Litwa
- Parnawa, Estonia
- Kazań, Rosja
- Terracina, Włochy